# Athyrma cordigera
Athyrma cordigera là một loài bướm đêm trong họ Erebidae.